# Wytschegda
Die Wytschegda (russisch Вычегда, Komi Ежва (Eschwa)) ist ein 1130 km langer rechter Nebenfluss der Nördlichen Dwina im Norden des europäischen Russlands.
Sie entspringt etwa 310 km westlich des Nördlichen Uralgebirges im äußersten Südosten des Timanrückens und fließt von dort aus recht stark mäandrierend zuerst nach Süden und dann in westlicher Richtung über Syktywkar nach Solwytschegodsk; Letzteres liegt etwa 20 km nordöstlich von Kotlas. Dort mündet der Fluss in die Nördliche Dwina. Rund 800 km des Flusslaufes sind schiffbar.

## Nebenflüsse und Kanäle
- Wischera
- Wym
- Jarenga
- Syssola
- Nördliche Keltma (zusammen mit Südlicher Keltma = Katharinenkanal)
- Wiled

Über den Katharinenkanal war der Oberlauf der Wytschegda einmal über die Kama mit der Wolga verbunden; diese kann allerdings auch von der Mündung der Wytschegda über den Oberlauf der Nördlichen Dwina und die Suchona angesteuert werden.

## Städte
- Syktywkar
- Solwytschegodsk